# 클래머스군 (캘리포니아주)

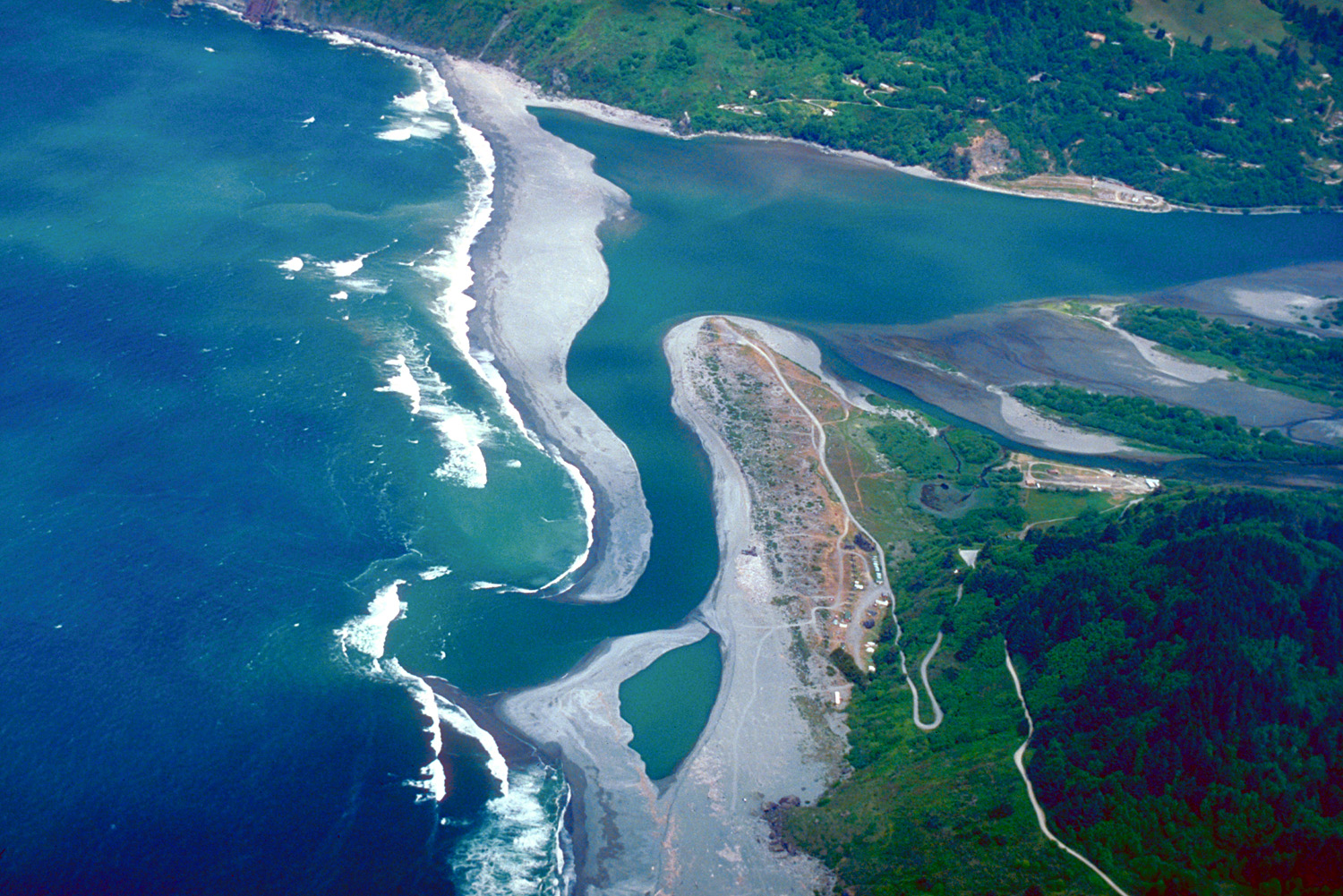

클래머스군 또는 클래머스 카운티(Klamath County)는 미국 캘리포니아주에 위치한 과거의 군이다. 1851년부터 1874년까지 캘리포니아의 카운티였다. 존재하는 동안 카운티 소재지는 두 번 이전되었으며 궁극적으로 한때 있던 영토의 일부가 분할되어 인근 카운티에 추가되었다. 트리니티 카운티의 북서부 지역으로 형성되었으며 원래는 남쪽의 매드 강(Mad River)부터 북쪽의 오레곤(Oregon)까지, 서쪽의 태평양(Pacific Ocean)에서 현재의 시스키유군 중앙부까지 주의 북서부 전체를 포함했다. 캘리포니아에서 폐지된 유일한 카운티이다.

## 같이 보기
- 캘리포니아주의 군 목록